# Izenberge
Izenberge is een dorpje in de Belgische provincie West-Vlaanderen en een deelgemeente van de gemeente Alveringem. Het is een klein dorpje in een landelijk gebied met veel akker- en grasland.

## Geschiedenis
De etymologie van Izenberge zou teruggaan op Iso (persoonsnaam) en berg (schuilplaats). De naam Ise(n)berga duikt voor het eerst op in 1142, maar de plaats was waarschijnlijk al lang daarvoor bewoond, wat een Romeinse muntschat aantoont die aangetroffen werd halverwege de negentiende eeuw. Van de parochie wordt voor het eerst melding gemaakt in 1326.
Izenberge was een onafhankelijke gemeente tot 1971, toen het, in het kader van de fusiepolitiek, samen met het dorpje Gijverinkhove onder het naburige Leisele kwam. Zes jaar later werden Leisele en Stavele samengevoegd met Alveringem.

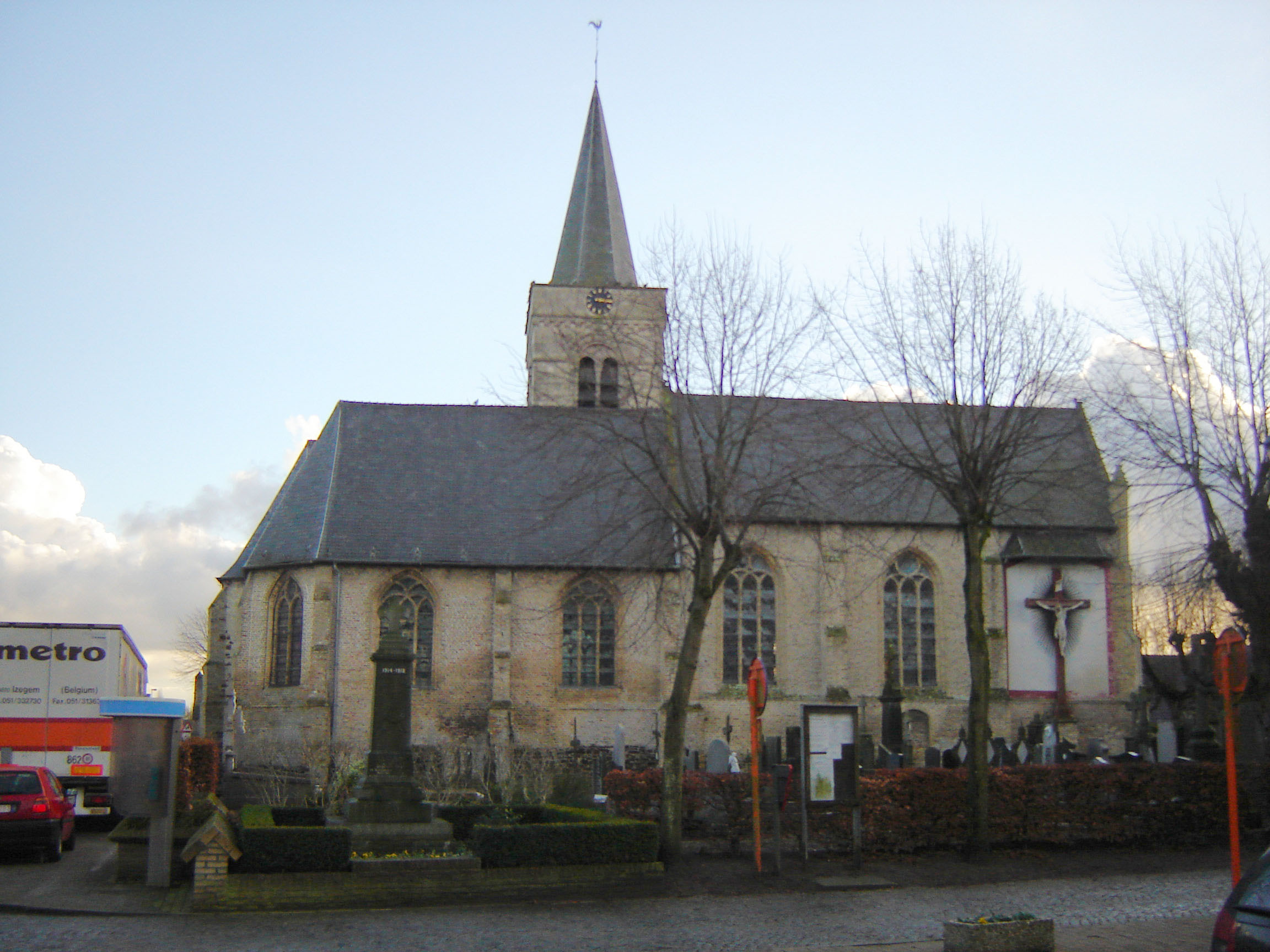
Sint-Mildredakerk

## Demografische ontwikkeling
- Bronnen:NIS, Opm:1831 tot en met 1970=volkstellingen

## Bezienswaardigheden
- de Sint-Mildredakerk
- het Openluchtmuseum Bachten de Kupe
- de Onze-Lieve-Vrouw-van-Barmhartigheidkapel, een barokke bedevaartskapel, gewijd aan Onze-Lieve-Vrouw van Barmhartigheid
- het Curiosamuseum Nollée, een tentoonstelling met kleine voorwerpen, zoals miniaturen in hout, schelpkunstwerken, zelfgemaakte gemeenteschilden en caféspelen.
- enkele historische boerderijen, waaronder het Hof van Izenberge.

## Natuur en landschap
Izenberge ligt in Zandlemig Vlaanderen op een hoogte van ongeveer 10 meter.

## Evenementen
De eerste vrijdagavond van mei vindt er naar traditie een meibedevaart plaats ter verering van Onze Lieve Vrouw van Barmhartigheid.
Op 15 augustus vindt de jaarlijkse kermis plaats, met een rommelmarkt.
Ieder jaar op de eerste zondag van september werd er een Pikdorserscross gehouden. Dit was een wedstrijd voor pikdorsers op een landbouwterrein, vergelijkbaar met een autocross.

## Nabijgelegen kernen
Leisele, Gijverinkhove, Hoogstade, Alveringem, Wulveringem

## Geboren in Izenberge
- Paul Liebaert (1510-1567), humanist en onderwijzer
- Franciscus Nansius (c. 1513-1595), humanist, politicus en professor

## Trivia
In Izenberge nam de regisseur Joost Wynant zijn kortfilm De laatste zomer op.